# Caviidae

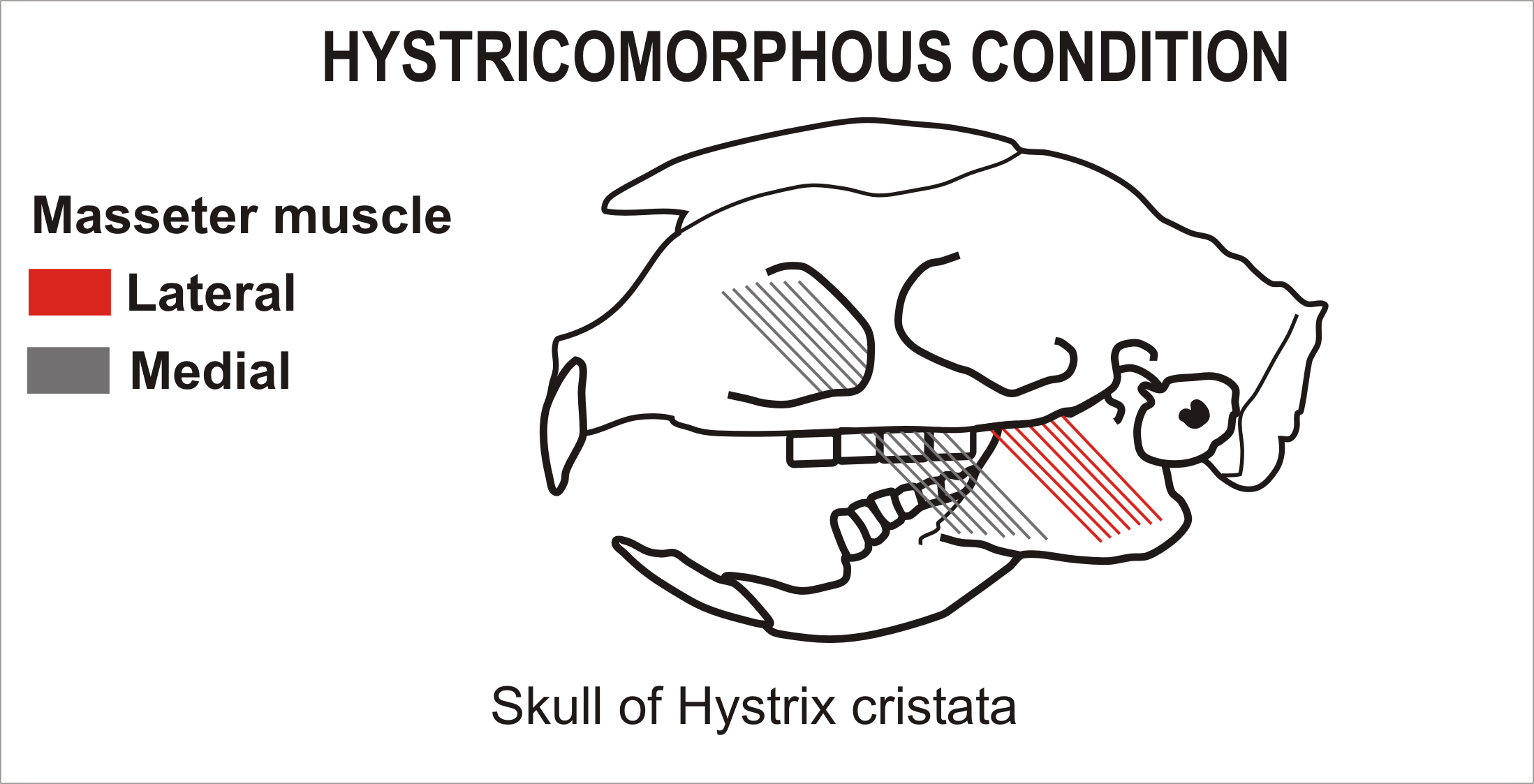
Fig.1

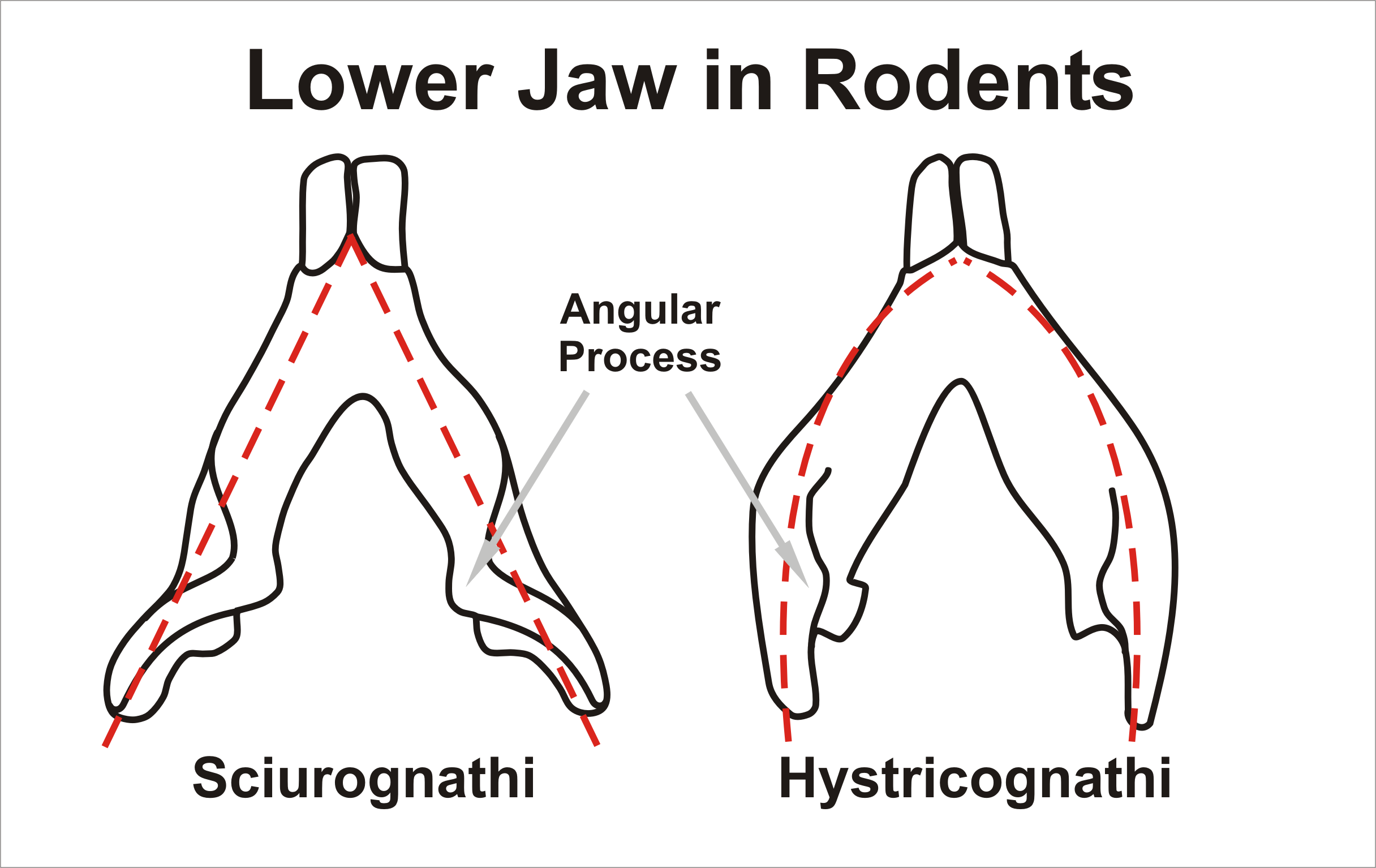
Fig.2

I caviidi (Caviidae Fischer de Waldheim, 1817) sono una famiglia di roditori originaria del Sudamerica che comprende, tra gli altri,  le cavie, il capibara e il marà.

## Descrizione

### Dimensioni
La lunghezza della testa e del corpo varia dai circa 200 mm delle cavie dei generi Galea e Microcavia fino a circa 1,3 m del capibara, che con un peso talvolta superiore a 60 kg è il più grande roditore vivente.

### Caratteristiche ossee e dentarie
La famiglia è caratterizzata da una disposizione della muscolatura del massetere di tipo istricomorfo (Fig.1), con un foro infra-orbitale grande dove passano i fasci muscolari e le placche zigomatiche sottili. La mandibola è di tipo istricognata (Fig.2), sebbene questa condizione sia la meno pronunciata tra questo tipo di roditori, essendo più sviluppate le creste ossee sotto i denti masticatori, dove è attaccato il fascio mediano del muscolo massetere, rispetto al processo angolare. I denti masticatori sono quattro su ogni semi-arcata, un premolare e tre molari, sono a crescita continua ed hanno la corona alta. La struttura delle cuspidi è semplificata ma con creste e pieghe taglienti che danno ai denti un aspetto più o meno prismatico. Le linee alveolari convergono anteriormente. Sono privi della clavicola, la tibia e la fibula sono separate e saldate solo alla base, i due piccoli ossicini dell'orecchio, l'incudine e il martello sono fusi tra loro.

### Aspetto
Il corpo è generalmente robusto, con una testa relativamente grande. Le orecchie e gli occhi sono piccoli eccetto nella sottofamiglia Dolichotinae, più somiglianti ad una lepre. La coda è assente oppure molto corta. Le zampe anteriori hanno cinque o quattro dita, i piedi hanno tre dita, provvisti ciascuno di unghie ottuse che possono assumere sia la forma di un artiglio che quella di uno zoccolo. Nei capibara le dita sono parzialmente palmate.

## Tassonomia
La famiglia Caviidae comprende sei generi in tre sottofamiglie:
- Il processo para-occipitale non è allungato.
  - Sottofamiglia Caviinae - Gli arti sono brevi, le orecchie sono corte.
    - Genere Cavia
    - Genere Galea
    - Genere Microcavia

  - Sottofamiglia Dolichotinae - Gli arti sono allungati, le orecchie sono lunghe.
    - Genere Dolichotis
- Il processo para-occipitale è estremamente allungato.
  - Sottofamiglia Hydrochoerinae
    - Genere Hydrochoerus
    - Genere Kerodon